# ته‌پشمی
ته‌پشمی(نام علمی: Tachina) نام یک سرده از تیره مگس‌های ته‌پشمی است.